# Tu-8 (航空機)
Tu-8
- 分類：長距離爆撃機
- 設計者：アンドレーイ・トゥーポレフ
- 製造者：ツポレフ設計局
- 初飛行：1947年5月24日
- 生産数：1機
- 運用状況：試作のみ

Tu-8(ロシア語:Ту-8)は、ソ連のツポレフ設計局で開発された爆撃機である。開発名称はANT-69。Tu-2を原型とした長距離爆撃機として開発されたが、構造的に不安定である事と、より長い航続距離と爆装量を持つTu-4が実用化された事、新しいジェット爆撃機の開発を優先した事等から試作1機だけで開発は中止された。

## 概要
ツポレフ設計局はTu-2の長距離爆撃機化の計画を進めてきたが第二次世界大戦中に開発されたTu-2Dは結果的には失敗作だった。しかし第二次世界大戦後も計画は続けられ、ANT-69という開発名称で長距離爆撃機の開発を開始した。当初シュベツォフM-93エンジンを搭載する計画だったが開発が遅れたため、シュベツォフASh-82Mエンジンに変更した。武装はベレージンB-20機関砲を装備し、ソビエト空軍に不評だったTu-2の機首形状は完全に改められた。爆撃手の席が設けられ、視界向上のために広く丸みを帯びた形状となった。Tu-2では縦に並んでいた座席は並列になり、胴体下部の機銃手の座席も追加された。機首を改造した事により重心位置が前に移動してしまう事を防ぐため尾翼も拡大された。
防御機銃は電動式で、胴体下部の機銃手は遠隔操作で銃塔を動かす事が出来た。照準は胴体後部の大きな膨らみから行った。副操縦席は180度回転させる事が出来、操縦席後ろの防御機銃を操作する事が出来た。ノルデン爆撃照準器が搭載され、最大4,500 kg(9,900 lb)の爆弾を搭載可能であり、これはソビエト海軍で魚雷や機雷を運用する事が意図されていた。
このコンセプトは1947年3月11日に閣僚理事会に承認され、Tu-8という名称が与えられた。当初搭載が予定されていたシュベツォフASh-82MエンジンはシュベツォフASh-82FNエンジンに改め試作機が作られ、1947年5月24日に初飛行した。しかし主に防御機銃に起因する問題から試験は長引き、1948年4月20日まで試験は続けられた。1948年8月23日にソビエト空軍による国家試験が行われたが、結果は好ましくなかった。
閣僚理事会の要求する性能を発揮する事が出来なかった他、機体の重心位置が不安定、翼と足回りの強度不足、発電機から防御機銃の駆動に必要な電力の不足、防氷と照明の機能が不十分、悪天候下での運用が制限される等、数々の問題点を指摘された。
ツポレフ設計局はミクーリン AM-42エンジンを搭載したTu-8Bやチャロムスキー ACh-30エンジンを搭載したTu-8S等を提案したが受け入れられなかった。既に飛行試験まで行われているTu-14の試作機であるTu-73等のジェット爆撃機開発を優先する事が決まり、Tu-8の開発は中止された。

## 派生型
- Tu-8：唯一作られた試作機。Tu-2Dに基づき開発された。1947年5月24日初飛行。
- Tu-8B：ミクーリン AM-42エンジンを搭載した案。計画のみ。
- Tu-8S：チャロムスキー ACh-30（英語版）エンジンを搭載した案。計画のみ。
- Tu-18：Tu-8のエンジンをロールスロイス ニーン ジェットエンジンに換装した案。Tu-72とも呼ばれる。計画のみ。

## スペック
Data from Gordon, OKB Tupolev: A History of the Design Bureau and its Aircraft
- 翼幅：22.06 m
- 全長：14.61 m
- 全高：5.15 m
- 翼面積：61.26 m2
- 最大離陸重量：14,250 kg
- 発動機：シュベツォフASh-82FN星形空冷エンジン ×2
- 出力：1,850 馬力 ×2
- 最高速度：507 km/h
- 実用航続距離：4,100 km
- 実用飛行上限高度：7,650 m
- 乗員：5 名
- 武装：
  - 機銃：ベレージンB-20 20 mm機関砲 ×5
  - 爆弾搭載量：最大4,500 kg